# テオドシウス (マウリキウスの息子)
テオドシウス（Θεοδόσιος Theodósios、583年8月4日 – 602年11月27日のすぐ後）は東ローマ帝国の皇帝マウリキウス（在位:582年 - 602年）の長男であり、東ローマ帝国の共同皇帝（在位:590年3月26日 – 602年11月27日）。フォカスら軍部の反乱によって廃位されるまで、父帝マウリキウスと帝国を共同で統治した。
義父のゲルマーヌスや軍隊からマウリキウスの後継者として一時的に支持を受けたが、最終的には軍隊はフォカスを擁立した。テオドシウスは父の命によりサーサーン朝からの支援を乞うために派遣されたが失敗し、マウリキウスの処刑の数日後には、フォカスの支持者によって捕らえられ処刑された。しかし、テオドシウスが処刑から生き延びたという噂が広まり、テオドシウスを自称する男がサーサーン朝に援助を求めたことが東ローマ・サーサーン戦争 (602年-628年)の始まりとなった。

## 生涯
テオドシウスはマウリキウスとその妻であるアウグスタ（アウグストゥスの女性形）・コンスタンティナの最初の子供であった。同時代に生きたエフェソスのヨハネやその他年代記の作者の記録によれば、583年8月4日、証聖者テオファネスやケドレノスなど後世の歴史家によれば、585年に生まれた。401年のテオドシウス2世の誕生以来の、在位中の皇帝の息子として生まれた人物であり、そのため彼にあやかって名付けられた。テオドシウスの名付け親を務めたのは、コンスタンティノープルへの教皇の使者（Apocrisiarius）すなわち将来の教皇「グレゴリウス1世」であるとされる。学者エヴァグリオス・スコラスティコスはテオドシウスの誕生を祝う著作を著し、その褒美として執政官の位を与えられた。
テオドシウスの誕生から数年後、（おそらく）587年に「カエサル」に昇格し、父マウリキウスの正式な後継者となった。3年後の590年3月26日、テオドシウスはマウリキウスの共同皇帝となり、公にその地位を認められた。
601年の後半か602年2月初旬、マウリキウスは元老院の有力者ゲルマーヌスの娘とテオドシウスと結婚させた。マウリキウス帝の治世を著した歴史家テオフィラクト・シモカッタは、602年2月2日にコンスタンティノープルで起こった食糧暴動の際に、ゲルマーヌスがテオドシウスを危機から救ったことを記録している
。
同年秋、対アヴァールとして配置されたドナウ川国境地帯の戦線で膠着状態が続いた。マウリキウスによる寒冷地帯での越冬命令は兵士たちの不満を爆発させ、フォカスを中心に反乱を起こした。テオドシウスと義父ゲルマーヌスは、コンスタンティノープル郊外で狩りをしており、そこで反乱軍からの書状を受け取った。反乱軍は書面で、マウリキウスの退位と不満の解消を要求し、またテオドシウスもしくはゲルマーヌスを帝位につけようと申し出た
。二人はその書状をマウリキウスに見せたが、マウリキウスは軍部の要求を拒否した。しかしマウリキウスは、ゲルマーヌスの反乱軍への関与を疑い始めた。テオドシウスはすぐにゲルマーヌスに父親の嫌疑心を知らせ、身を隠すよう助言した。11月21日、ゲルマーヌスはマウリキウスの追及から逃れるために、地元の教会ついで次にアヤソフィア（ハギア・ソフィア）に逃げ込んだ。
しかし翌日、マウリキウスとその家族や、側近たちは反乱軍の進撃を恐れ、首都コンスタンティノープルを抜け出してカルケドンへ逃亡した。テオドシウスはサーサーン朝ペルシア帝国の皇帝ホスロー2世の援助を求め、プラエフェクトゥス・プラエトリオ（近衛長官）コンスタンティヌス・ラルデュスとともに、ペルシアに派遣された。しかし、マウリキウスはすぐにテオドシウスを呼び戻し、道中でフォカスの部下たちに捕らえられ、カルケドンで処刑された。処刑の数日前、11月27日にマウリキウスと他の弟らは処刑されていた。

## 生存説と偽テオドシウス
テオドシウスの処刑の後、実はテオドシウスが生きているという噂が広範に広まった。テオドシウスの義父ゲルマーヌスは、テオドシウスの死刑を執行する、フォカスの有力な支持者であるアレクサンデルに賄賂を渡して、テオドシウスを生かしてもらったとされている。この伝承では、テオドシウスはその後逃亡し、最終的にラジカにたどり着き、その地で死んだとされている。同時代の歴史家テオフィラクトス・シモカテスは、これらの噂を徹底的に調査し、誤りであることが判明したと記録している。しかし、現代の歴史家ポール・スペックは、偽テオドシウスに対して懐疑的な見方がされ始めたのは、ヘラクレイオスの治世後期になってからだと主張している。
メソポタミアで簒奪者フォカスに対抗した将軍ナルセスは、テオドシウスの生存説を利用した。テオドシウスであると自称する男（偽テオドシウス）をホスロー2世に紹介した。ホスロー2世は、「マウリキウスとその家族の処刑に対して復讐し、『正統な』後継者であるテオドシウスを王位につかせる」ことを大義名分に掲げて東ローマ帝国に侵攻した。フージスターン年代記によると、クテシフォンの地で、ネストリウス派総主教サブリショ1世から、テオドシウスをローマの皇帝として再び戴冠させている。606年から607年にかけてのアルメニア侵攻においては、偽テオドシウスが軍司令官Ashtat Yeztayarに同伴し、テオドシオポリス（エルズルム）では彼の存在のために守備軍は降伏した。
東ローマ帝国研究者ジェームズ・ハワード・ジョンストンは、テオドシウスが本物であったと主張している。テオドシウスが偽物と言う言説は東ローマのプロパガンダの一つであり、なによりも603年のエデッサの人々や608年にテオドシオポリスの名士たちが、みな僭称者に騙されたとは考えにくいと主張している。

## 硬貨
マウリキウスの硬貨のほとんどには、テオドシウスが描かれていることがない。ケルソネソスで鋳造されたヌンミ（ヌンムス）銅貨には、テオドシウスとその両親が描かれている。また、カルタゴではシリカ銀貨も発行されていて、591年または592年に、共同皇帝宣言を記念して発行されたものと考えられている。皇帝としての正装をまとったテオドシウスを描いたソリドゥス金貨も1枚のみ現存していて、これもまたカルタゴの貨幣鋳造所から出土している。